# Conrad II de Caríntia
Conrad II (probablement 1003-20 de juliol de 1039), anomenat el Jove, va ser duc de Caríntia el 1035 fins a la seva mort.
El seu pare, Conrad I de Caríntia, va morir en 1011 quan Conrad II era menor d'edat i no fou tingut en compte per la successió. Adalberó d'Eppenstein, marcgravi de Carantània des de feia uns 11 anys, fou investit amb el ducat de Caríntia. Conrad va conservar els dominis familiars formats pels comtats de Nahegau, Speyergau i Wormsgau.
El 1024, igual que el seu avi Otó I de Caríntia el 1002, Conrad fou candidat al tron d'Alemanya després de la mort de l'emperador Enric II, però fou el seu cosí, un altre Conrad II, fill del seu oncle patern, Enric de Speyer, el que fou elegit rei. El 1035, Adalberó es va rebel·lar contra la dinastia sàlica i fou privat del seu ducat. Conrad el Jove va ser triat per reemplaçar-lo. No va viure molt de temps després; va morir el 1039. Va ser enterrat al costat del seu pare i la seva mare, Matilde, filla de Herman II de Suàbia, a la catedral de Worms. A la seva mort, el seu hereu natural era el rei Enric, que fou duc com Enric IV de Caríntia.
No hi ha cap matrimoni registrat de Conrad, encara que un fill, anomenat Cunó, apareix el 1056, en la venda de Bruchsal al rei Enric.